# 大沢風琴
大沢 風琴（おおさわ かざき、1999年8月29日 - ）は日本のタレント、グラビアアイドルである。
秋田県大館市出身。かつてJMOに所属していた。

## 来歴
- 2011年、秋田県家庭教師協会のCMに「大館市　生徒さん」として出演。
- 2015年、秋田県大館市ご当地アイドルオーディションに合格し、「まちあわせハチ公ガールズ」のかざきとしてデビュー。
- 2016年、週刊少年ジャンプ　スクールオブジャンプのスクジャン女子オーディションに合格しスクジャン女子として活動。
- 2018年、「まちあわせハチ公ガールズ」を卒業。
- 2019年　 1stDVD『すべてをささげます』(イーネット・フロンティア)発売
- 2020年10月3日、講談社「ミスiD」セミファイナリスト進出[2]。

## 人物
- 趣味：アニメ、漫画
- 特技：料理、笑顔、どこでも眠れる絵を描くこと
- 資格：トランポリン1級、英語検定3級、電卓検定2級

## 出演

### TV
- 2015年 秋田テレビ 「AKTニュース」
- 2016年 NHK秋田放送局 「激論ライブ！人口減少」
- 2016年 NHK秋田放送局 「おはようレポート」
- 2016年 NHK秋田放送局 「ニュースこまち」
- 2017年 秋田朝日放送 「サタナビっ！」
- 2018年 日本テレビ 「石ちゃん&美女軍団〜あ来た！よかった！秋田新幹線　満腹グルメツアー」

### CM
- 2011年 秋田県家庭教師協会
- 2016年 いとく

### 舞台
- 2016年 「地方は活性化するか否か」　伊久澤いくの 役
- 2017年 「地方は活性化するか否か」　伊久澤いくの 役